# Suchodół (rejon tłumacki)
Suchodół (ukr. Суходіл, Suchodił) – wieś na Ukrainie, w obwodzie iwanofrankiwskim, w rejonie tłumackim.
Pod koniec XIX wieku grupa domów we wsi Horyhlady w powiecie tłumackim.